# Kempele
Kempele [ˈkɛmpɛlɛ] ist eine Gemeinde mit 19.300 Einwohnern (Stand 31. Dezember 2022) im Norden Finnlands. Sie liegt rund 20 km südlich der Stadt Oulu in der Landschaft Nordösterbotten. Die Gemeinde ist ausschließlich finnischsprachig.

## Geschichte
Die Siedlung Kempele entstand im 16. Jahrhundert. Seit 1774 stellt sie eine eigene Kirchengemeinde dar, seit 1867 besteht sie als kommunale Verwaltungseinheit. Die Gemeinde hat zwar Anteil an der Küste des Bottnischen Meerbusens, doch liegen die Siedlungsschwerpunkte landeinwärts. Neben dem namensgebenden Hauptort Kempele umfasst die Gemeinde die Dörfer Sarkkiranta, Santamäki, Honkanen, Kokkokangas und Ylikylä. Viele Siedlungen entstanden erst in den 1990er Jahren. Kempele ist die am schnellsten wachsende Gemeinde Finnlands. Jährlich wächst die Bevölkerungszahl um rund 4 %; das Durchschnittsalter liegt bei nur 31,8 Jahren. Dieses Wachstum ist der Tatsache geschuldet, dass Kempele sich in den letzten Jahren als Handels-, Hochtechnologie- und Bildungsstandort etabliert hat. Mehr als 500 meist mittelständische Unternehmen haben sich hier angesiedelt. Das 1992 an der Staatsstraße 4 errichtete Einkaufszentrum Zeppelin ist mit einer Fläche von rund 27.000 m² und mehr als 100 Ladengeschäften das größte Nordfinnlands. Rund um diesen Komplex hat sich seither ein neuer Siedlungskern entwickelt, das so genannte „Südzentrum“ (finn. Eteläkeskus).
Kempele unterhält seit 1989 eine Städtepartnerschaft zur Stadt Elva in Estland.
Eine prominente Person aus Kempele ist der Eishockeytorwart Pekka Rinne (* 1982).

## Politik
Die Zentrumspartei stellt mit 21 von 43 Sitzen fast die Hälfte der Abgeordneten im Gemeinderat von Kempele. Die Nationale Sammlungspartei und die Sozialdemokraten stellen acht bzw. sechs Abgeordnete, die Wahren Finnen und das Linksbündnis jeweils drei und der Grüne Bund und die Christdemokraten jeweils einen.
| Partei                    | Wahlergebnis 2012 | Sitze |
| ------------------------- | ----------------- | ----- |
| Zentrumspartei            | 46,2 %            | 21    |
| Nationale Sammlungspartei | 17,7 %            | 8     |
| Sozialdemokraten          | 15,0 %            | 6     |
| Wahre Finnen              | 8,7 %             | 3     |
| Linksbündnis              | 7,0 %             | 3     |
| Grüner Bund               | 3,0 %             | 1     |
| Christdemokraten          | 2,2 %             | 1     |

## Die Kirche von Kempele
Die einzige nennenswerte Sehenswürdigkeit von Kempele ist die 1688–91 erbaute Holzkirche, eine der ältesten Finnlands. Der ebenfalls hölzerne Glockenturm wurde 1789 errichtet. Ihr Innenraum ist für finnisch-protestantische Verhältnisse ausgesprochen prächtig ausgeschmückt und mit Holzmalereien verziert.

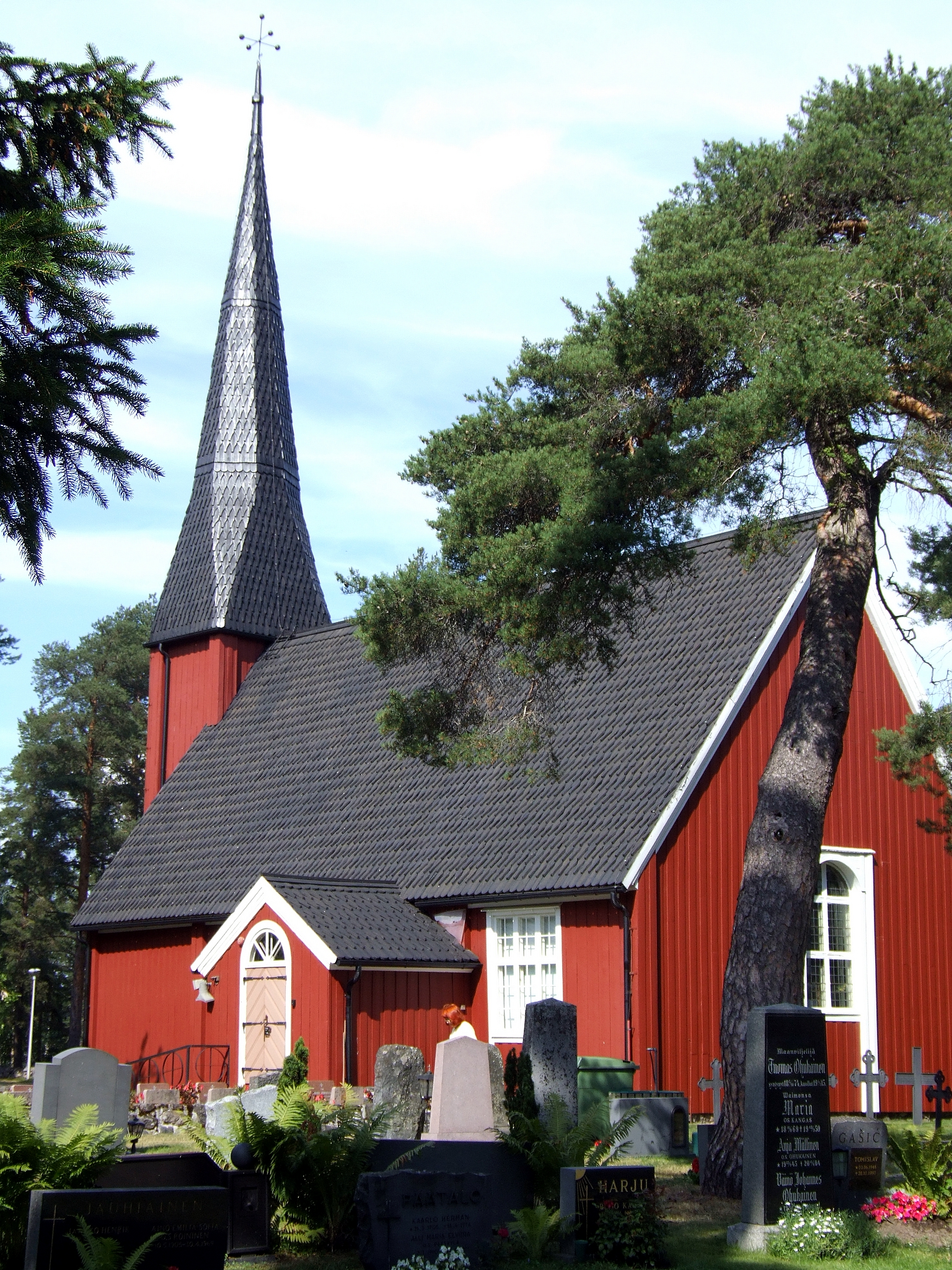
Außenansicht
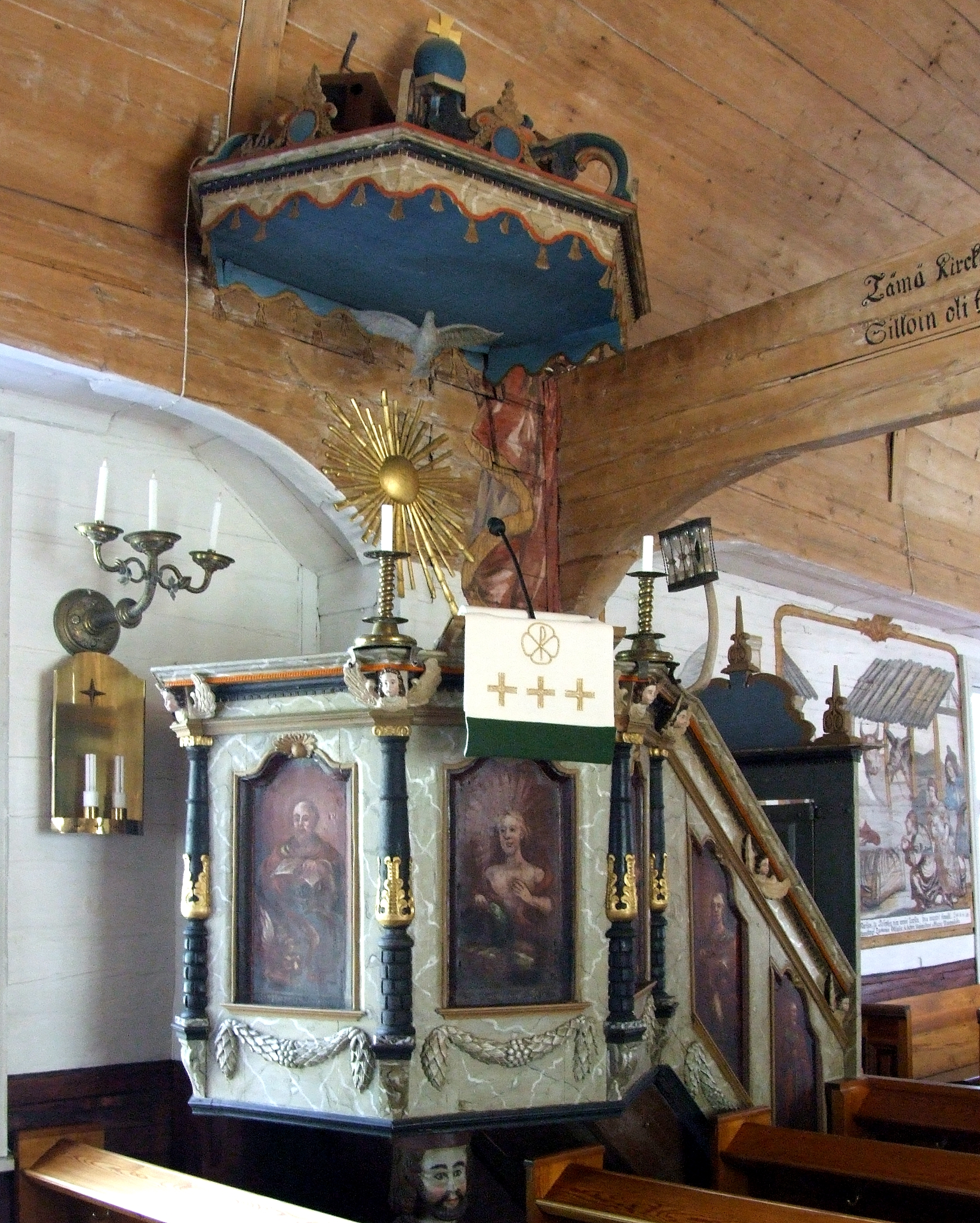
Kanzel
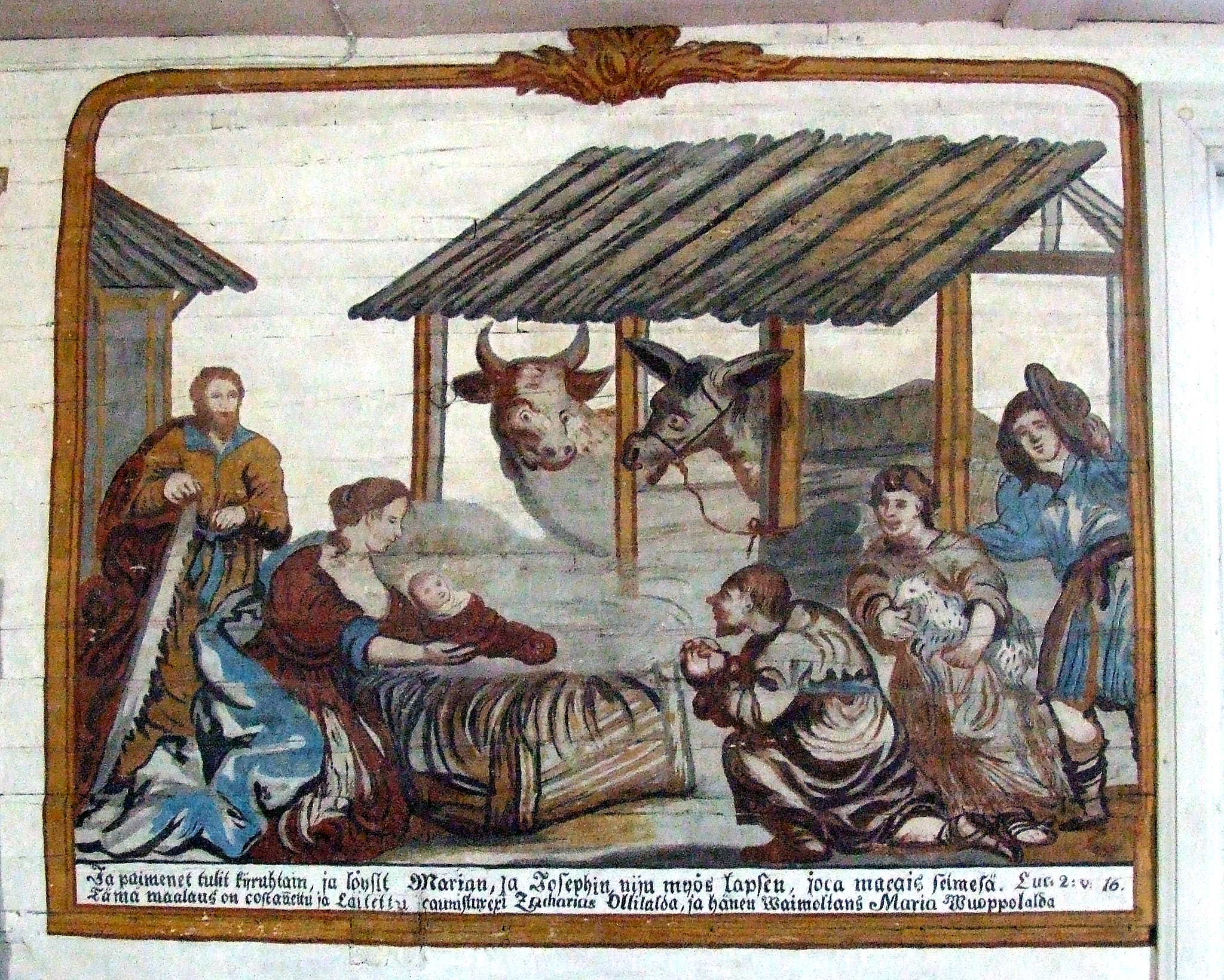
Holzmalerei im Innenraum
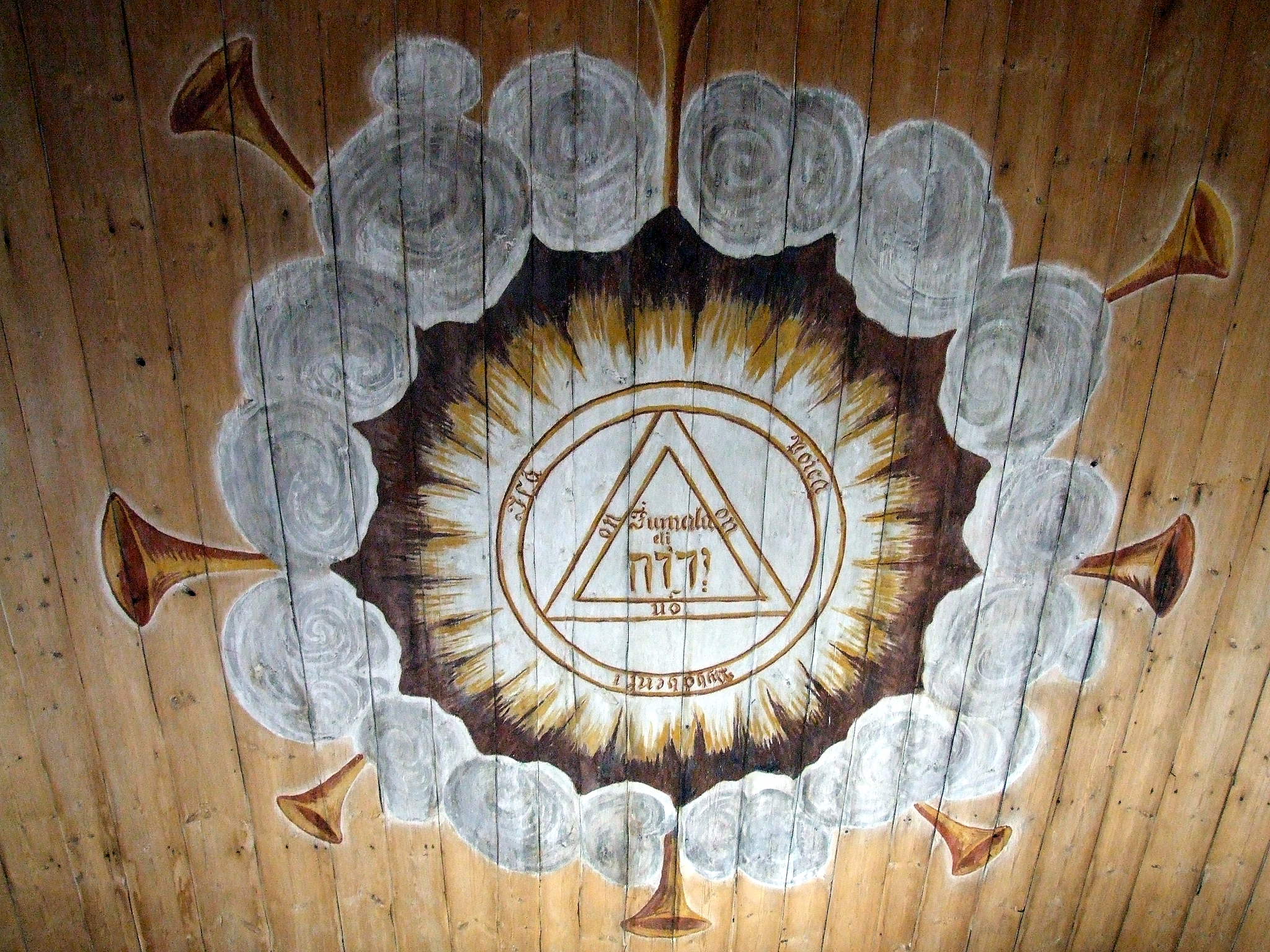
Deckenbemalung im Kirchenschiff